# Якоб Барсое
Якоб Барсое  (дан. Jacob Barsøe, 21 вересня 1988) — данський веслувальник, олімпійський медаліст.

## Виступи на Олімпіадах
| Олімпіада   | Дисципліна                              | Місце |
| ----------- | --------------------------------------- | ----- |
| Лондон 2012 | легка четвірка розстібна без стернового | 3     |
| Ріо 2016    | легка четвірка розстібна без стернового | 2     |